# Nekrolog 1321
Nekrolog
◄◄
| ◄
| 1317
| 1318
| 1319
| 1320
| 1321 | 1322 | 1323 | 1324 | 1325 | ► | ►►
Weitere Ereignisse | Allgemeiner Nekrolog 1321
Die Beschreibung der verstorbenen Person sollte so kurz wie möglich gehalten sein und nur deren signifikante Tätigkeit(en) enthalten.
Neue Namen ggf. auch unter dem Geburts- und Sterbedatum, also etwa unter 1. Januar und im Geburts- und Sterbejahr (2024) eintragen (nur bei entsprechender großer Wichtigkeit). Für Beispiele siehe die schon vorhandenen Artikel.
Außerdem über die fünf zuletzt Verstorbenen, zu denen es einen ausreichend guten Artikel für eine Präsentation auf der Hauptseite gibt, nach der todesbedingten Überarbeitung der Artikel ggf. auch unter Wikipedia Diskussion:Hauptseite informieren und sie am besten auch in den anderen Wikipedia-Sprachversionen eintragen. Tipp: Regelmäßig bei news.google.de nach „ist tot“, „gestorben“ oder „verstorben“ suchen.
Wenn eine Person gestorben ist, gibt es viele Seiten zu dieser Person in der Wikipedia, die davon auch betroffen sind und entsprechend aktualisiert werden müssen. Beispiele: Namenübersichtsseite, Geburtsjahr, Geburtsort-Seiten und viele mehr.
Wie finde ich die betroffenen Seiten?
Im Suchfeld auf der linken Seite gibt man den Suchbegriff so ein: „Vorname Nachname“. Dann klickt man auf Volltext und alle Seiten mit entsprechendem Suchtext werden aufgerufen. Hier sieht man dann schnell, wo auch das Todesjahr Sinn macht oder sogar ein Teil des Artikels angepasst werden muss. Auch hilft das „Werkzeug“ auf der linken Seite sehr gut, um solche Seiten aufzufinden: „Links auf diese Seite“. Somit ist die Wikipedia wieder aktuell in allen Bereichen! Hinweis: bei Eintragung der Kategorie „Gestorben JAHR“ wird der Missbrauchsfilter 49 ausgelöst, was jedoch nicht schlimm ist. Siehe: Spezial:Missbrauchsfilter/49
Dies ist eine Liste von im Jahr 1321 verstorbenen bekannten Persönlichkeiten. Die Einträge erfolgen innerhalb der einzelnen Daten alphabetisch sortiert. Tiere sind im Nekrolog für Tiere zu finden.

## Januar
| Tag        | Name              | Beruf, bekannt als     | Alter | Beleg |
| ---------- | ----------------- | ---------------------- | ----- | ----- |
| 10. Januar | Maria von Brabant | Königin von Frankreich | 66    |       |

## Februar
| Tag         | Name          | Beruf, bekannt als | Alter | Beleg |
| ----------- | ------------- | ------------------ | ----- | ----- |
| 19. Februar | Paul von Banz | Zisterziensermönch |       |       |

## März
| Tag      | Name          | Beruf, bekannt als                 | Alter | Beleg |
| -------- | ------------- | ---------------------------------- | ----- | ----- |
| 18. März | Matthäus Csák | ungarischer Herrscher und Adeliger |       |       |

## April
| Tag       | Name                   | Beruf, bekannt als                                                 | Alter | Beleg |
| --------- | ---------------------- | ------------------------------------------------------------------ | ----- | ----- |
| 19. April | Gerasimos I.           | Patriarch von Konstantinopel                                       |       |       |
| 27. April | Niccolò Alberti        | italienischer Kardinal und Bischof von Spoleto                     |       |       |
| April     | Johannes Tarchaneiotes | byzantinischer Aristokrat und Feldherr unter Kaiser Andronikos II. |       |       |

## Mai
| Tag     | Name       | Beruf, bekannt als | Alter | Beleg |
| ------- | ---------- | ------------------ | ----- | ----- |
| 28. Mai | John Iweyn | englischer Ritter  |       |       |
| 31. Mai | Birger     | König von Schweden |       |       |

## Juli
| Tag      | Name                     | Beruf, bekannt als                   | Alter | Beleg |
| -------- | ------------------------ | ------------------------------------ | ----- | ----- |
| 1. Juli  | Maria de Molina          | Königin von Kastilien                |       |       |
| 19. Juli | Siegfried von Gelnhausen | Bischof von Chur (1298–1321)         |       |       |
| 31. Juli | Al-Marrakuschi           | arabischer Astronom und Mathematiker | 64    |       |

## August
| Tag        | Name                  | Beruf, bekannt als                       | Alter | Beleg |
| ---------- | --------------------- | ---------------------------------------- | ----- | ----- |
| 18. August | Rinaldo da Concorezzo | römisch-katholischer Erzbischof, Seliger |       |       |
| 31. August | Ludeko von Pomesanien | Bischof von Pomesanien                   |       |       |

## September
| Tag           | Name                   | Beruf, bekannt als                                                            | Alter | Beleg |
| ------------- | ---------------------- | ----------------------------------------------------------------------------- | ----- | ----- |
| 14. September | Dante Alighieri        | Dichter und Philosoph italienischer Sprache                                   |       |       |
| 20. September | Dietrich II. von Itter | deutscher römisch-katholischer Geistlicher; Bischof von Paderborn (1310–1321) |       |       |

## Oktober
| Tag         | Name                    | Beruf, bekannt als           | Alter | Beleg |
| ----------- | ----------------------- | ---------------------------- | ----- | ----- |
| 17. Oktober | Johann von Konstanz     | Weihbischof in Köln          |       |       |
| 29. Oktober | Stefan Uroš II. Milutin | serbischer König (1282–1321) |       |       |

## November
| Tag          | Name                 | Beruf, bekannt als                                      | Alter | Beleg |
| ------------ | -------------------- | ------------------------------------------------------- | ----- | ----- |
| 9. November  | Walter Langton       | Lord High Treasurer, Englischer Bischof (von Lichfield) |       |       |
| 27. November | Kunigunde von Böhmen | Herzogin von Masowien, Äbtissin in Prag                 | 56    |       |

## Datum unbekannt
| Tag | Name              | Beruf, bekannt als     | Alter | Beleg |
| --- | ----------------- | ---------------------- | ----- | ----- |
|     | Wilhelm Belibaste | französischer Katharer |       |       |
|     | Johann II.        | Graf Holstein-Kiel     |       |       |